# Piazza San Martino
La Piazza San Martino est une place au centre de la ville de Lucques, dominée principalement par la façade asymétrique de la cathédrale, dédiée à San Martino, avec son haut portique et le clocher. 
Sur le côté opposé se trouve le Palais Bernardi de Bartolomeo Ammannati (1556), dont la façade se prolonge en un haut mur, ouvert par des fenêtres et par un portail qui entoure le jardin du palais. 
À côté de la place s'ouvre la Piazza Antelminelli avec la fontaine créée par Lorenzo Nottolini. 

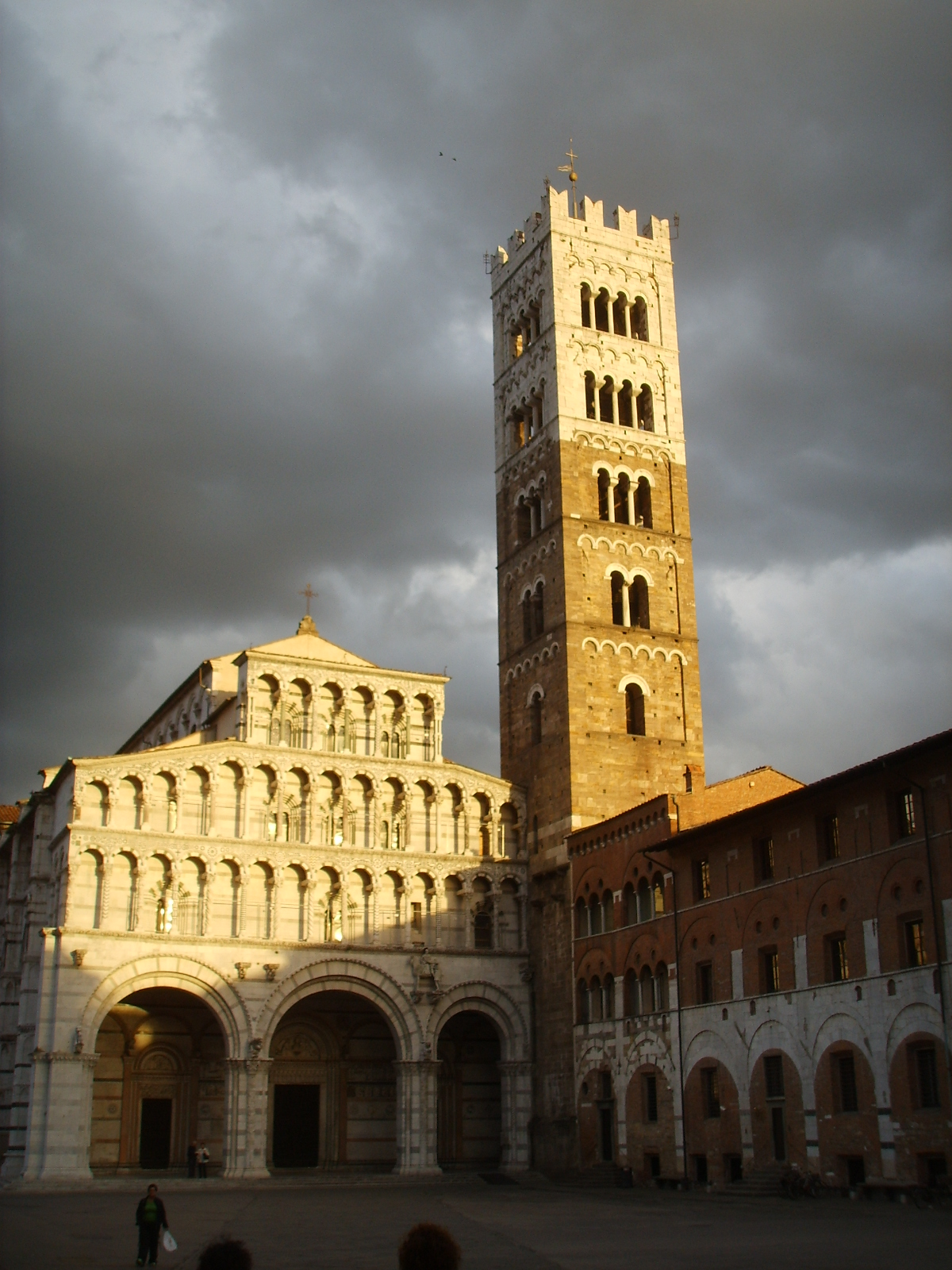
Cathédrale de Lucques
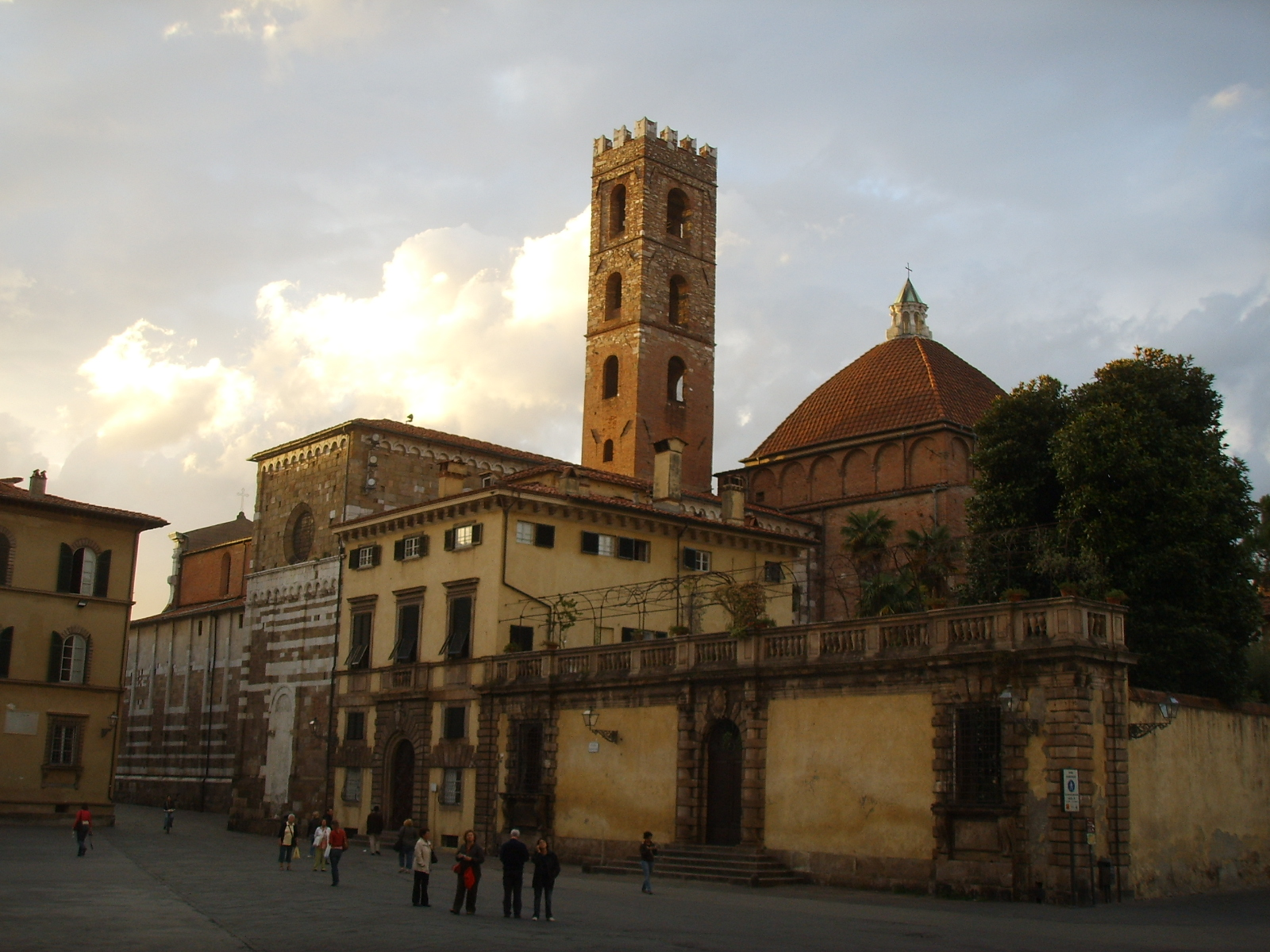
L' église Santi Giovanni e Reparata vue de la place San Martino